# توکوجین یوشیوکا
توکوجین یوشیوکا (به ژاپنی: 吉岡徳仁)؛ (زادهٔ ۲۰ ژانویهٔ ۱۹۶۷ میلادی) یک طراح و هنرمند اهل ژاپن است.
او در زمینه‌های طراحی، معماری و هنرهای معاصر فعال است و به خاطر آثارش در زمینه نور و طبیعت مورد تحسین بین‌المللی قرار گرفته‌ است.
بسیاری از آثار او به عنوان بخشی از مجموعه‌های دائمی در موزه‌های سراسر جهان، از جمله موزۀ هنر مدرن (MoMA)، مرکز ملی هنر و فرهنگ ژرژ پمپیدو (مرکز پمپیدو) در پاریس، و موزۀ ویکتوریا و آلبرت در لندن انتخاب شدند.
او برندۀ جوایز بین‌المللی طراحی بسیاری شده‌ است. در سال ۲۰۰۷ میلادی او توسط مجلۀ نیوزویک به عنوان یکی از ۱۰۰ ژاپنی مورد احترام در جهان انتخاب شد.

## مشخصات و بیوگرافی
توکوجین یوشیوکا در سال ۱۹۶۷ میلادی در استان ساگا، ژاپن به دنیا آمد. از دوران کودکی، تحت تأثیر لئوناردو داوینچی، نقاشی، مانند نقاشی رنگ روغن را آموخت و علاقه خاصی به علم داشت.
پس از فارغ‌التحصیلی از مدرسه طراحی کوواساوا در توکیو در سال ۱۹۸۸ میلادی، زیر نظر طراحان شیرو کوراماتا و ایسی میاکه تحصیل کرد.
او شرکت توکوجین یوشیوکا را در سال ۲۰۰۰ میلادی تأسیس کرد.

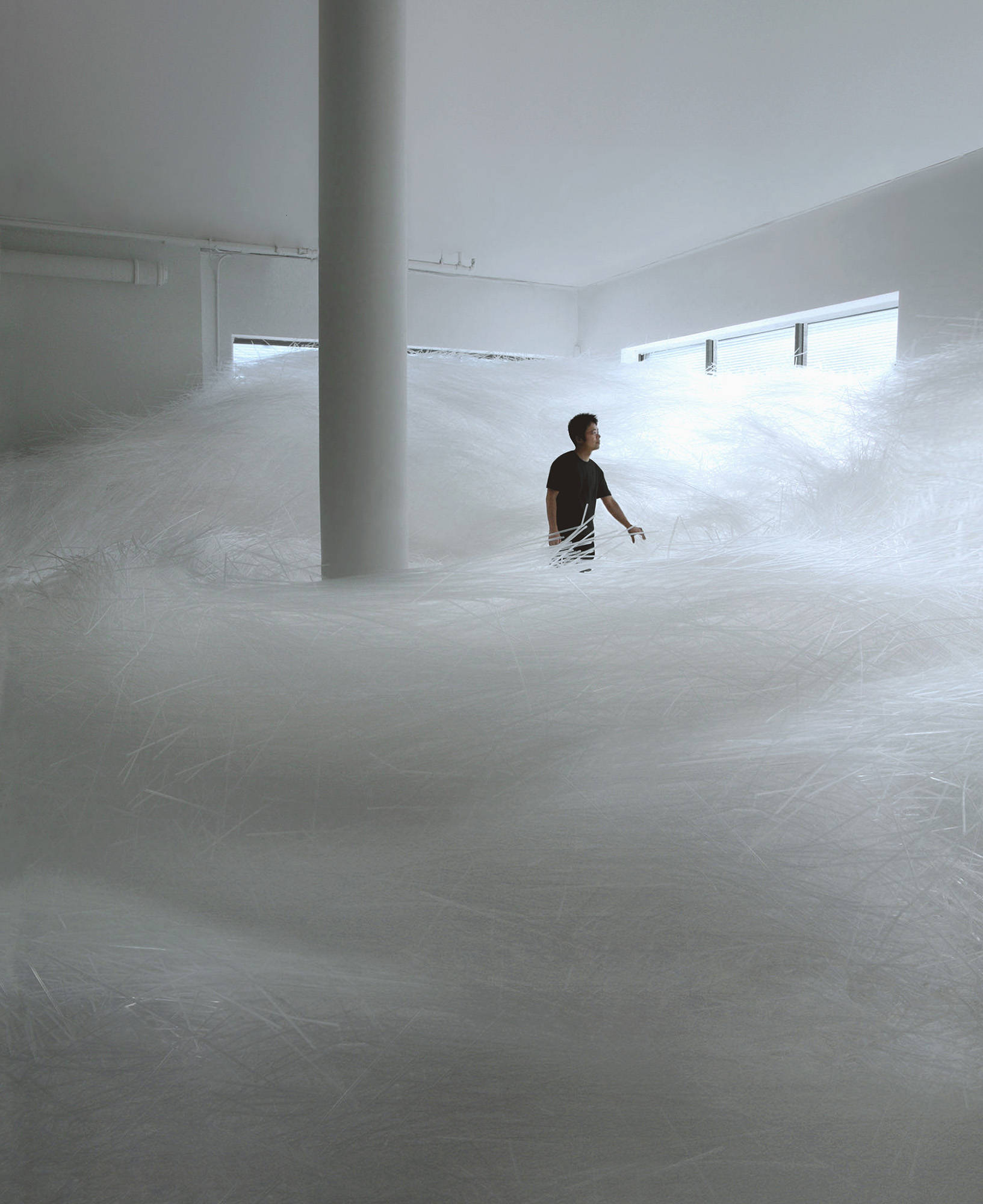
تورنادو / طراحی میامی ۲۰۰۷ میلادی

او که در زمینه‌های طراحی، معماری و هنرهای معاصر فعال است، آثاری با موضوع نور و طبیعت خلق می‌کند که بازتاب دهندۀ ایده ژاپنی زیبایی است.
با استفاده از عناصر غیر مادی، مانند نور، عباراتی بی نظیر و فراتر از مفهوم شکل ایجاد می‌کند.
او برای ایسی میاکه و دیگر شرکت‌های جهانی مانند کارتیه، سواروفسکی، لویی ویتون، هرمس، تویوتا و لکسوس طراحی کرده‌ است و آثار جدیدی را در نمایشگاه مبلمان میلان (بزرگترین نمایشگاه بین‌المللی مبلمان جهان) با همکاری با برندهای مبلمان ایتالیایی، از جمله کارتل، موروزو، گلاس ایتالیا و دریاده ارائه کرده است.
او برندۀ جوایز بین‌المللی بسیاری از جمله طراح سال طراحی میامی شده‌ است، که به طراحی که بیشترین سهم را در طراحی در سطح جهانی داشته‌ است اهدا می‌شود، او همچنین برندۀ طراح سال جوایز طراحی بین‌المللی ال دکو و جایزۀ طراحی میلانو شده‌ است.